# قطعنامه ۱۰۳۶ شورای امنیت
قطعنامه ۱۰۳۶ شورای امنیت سازمان ملل متحد که در تاریخ ۱۲ ژانویه ۱۹۹۶ تصویب شد، سندی بین‌المللی دربارهٔ وضعیت در گرجستان است. این قطعنامه طی نشست ۳۶۱۸ام با ۱۵ رای موافق، ۰ مخالف و ۰ ممتنع تصویب شد.